# Stephen Page
Stephen Page (* 1965 in Brisbane) ist ein australischer Balletttänzer und Choreograph.
Der Nachkomme von Yugambeh-Aborigines kam Anfang der 1980er Jahre nach Sydney und studierte dort Tanz bei der National Aboriginal and Islander Skills Development Association. Ab 1983 trat er mit der Sydney Dance Company auf. Seit 1991 ist er künstlerischer Leiter des Bangarra Dance Theatre, dem auch seine Brüder Russell als Tanzmeister und David als Resident Composer angehörten.
Page choreographierte für das Bangarra Dance Theatre zahlreiche erfolgreiche Ballette, darunter Fish (1997), Rites, 1997Skin (2000), Walkabout (2002), Gathering (2006),  Mathinna (2008), Patyegarang (2014), Lore (2015), Nyapanyapa (2016), Bennelong (2017), Dark Emu (2018) und Dubboo – life of a songman (2018), sowie für die Opera Australia und das Australian Ballett (Alchemy, 1996 und Totem, 2002, ein Solo für den Tänzer Stephen Heathcote).
Für seine Arbeit wurde Page vielfach ausgezeichnet, unter anderem  mit dem Australian Dance Award (1997), sechsmal mit dem Helpmann Award (2001, 2002, 2009, 2010, 2012 und 2016), zweimal mit dem Sydney Myer Performing Arts Award (2003 und 2004) und zweimal mit dem NAIDOC Award (2012 und 2016). Im Rahmen der Queen's Birthday awards wurde er 2017 als Officer des Order of Australia geehrt.